# Herrschaft Wilfersdorf

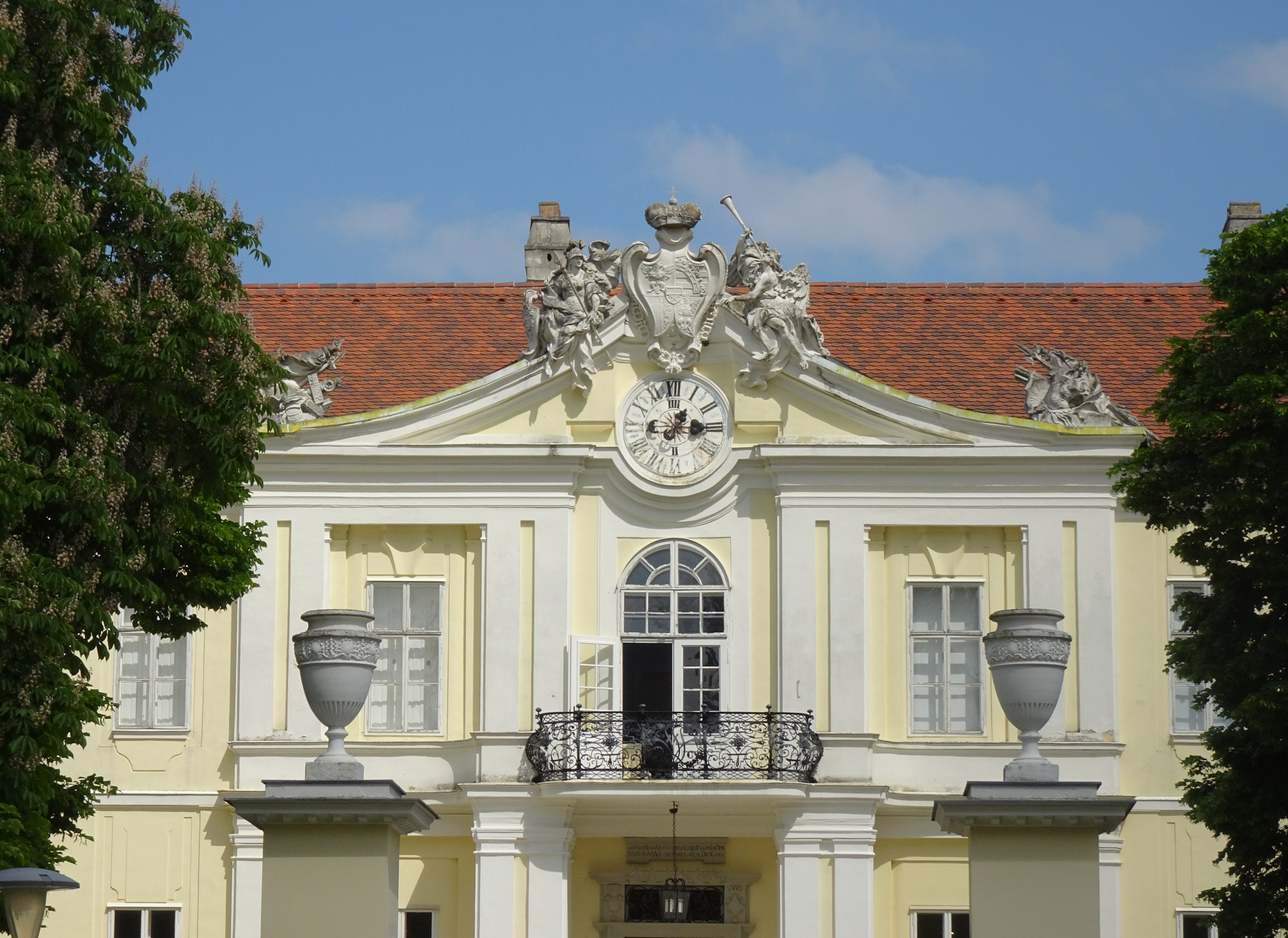
Schloss Wilfersdorf (2023)

Die Herrschaft Wilfersdorf war eine Grundherrschaft im nordöstlichen Viertel unter dem Manhartsberg im Erzherzogtum Österreich unter der Enns, dem heutigen Niederösterreich.

## Ausdehnung
Die Herrschaft Wilfersdorf umfasste zuletzt die Orte Blumenthal, Bullendorf, Eibesthal, Erdberg, Kettlasbrunn, Kezelsdorf, Lanzendorf, Loidesthal, Mistelbach, Obersulz, Poysdorf, Wetzelsdorf und Wilfersdorf. Der Sitz der Verwaltung befand sich im Schloss Wilfersdorf.

## Geschichte
Die Herrschaft befand sich ursprünglich im Besitz der Mistelbacher und kam im 14. Jahrhundert an die Kuenringer, danach an die Maissauer und 1436 an das Haus Liechtenstein. Im 17. Jahrhundert befand sich im Schloss Wilfersdorf der Sitz der gundakarischen Linie des Fürstenhauses Liechtenstein. Nach den Reformen 1848/1849 wurde die Herrschaft aufgelöst.